# Стриганцы (Ивано-Франковская область)
Стри́ганцы (укр. Стриганці) — село в Езупольской поселковой общине Ивано-Франковского района Ивано-Франковской области Украины.
Население по переписи 2001 года составляло 972 человека. Занимает площадь 13,97 км². Почтовый индекс — 77432. Телефонный код — 03436.